# Band Tefé
Band Tefé foi uma emissora de televisão brasileira com sede em Tefé, cidade do estado do Amazonas. Foi fundada pelo empresário Francisco Garcia Rodrigues, entrando no ar em 1991 como TV Tupebas, juntamente com a TV Rio Negro, de Manaus. Operava pelo canal 4 VHF analógico, e em 2008, as duas emissoras foram incorporadas ao Grupo Bandeirantes de Comunicação. Em 2010, a Band encerrou as atividades comerciais da Band Tefé. Com isso, a estação foi extinta e convertida em uma mera repetidora da Band Amazonas.
Além de retransmitir a programação nacional de rede e estadual da Band Amazonas, a Band Tefé, em seus últimos anos de atividade tinha como única produção local o telejornal Band Cidade Tefé, apresentado por Mônica Rocha.